# Фофанов, Иван Терентьевич
Фофанов Иван Терентьевич (1873—1943) — русский сказитель.

## Биография
Иван Терентьевич Фофанов был родом из деревни Климово (Авдеевский с/с) Пудожского уезда В молодости был батраком, впоследствии занимался рыболовством, был рыбаком, вёл крестьянское хозяйство. В 1930-х годах работал сторожем нефтебазы МТС.

## Творчество
Впервые былины от него были записаны И. В. Ломакиной (Гудовщиковой), затем многие былины — К. В. Чистовым. Всего было записано 18 былин.
И. Т. Фофанов участвовал в I Всекарельском совещании по вопросам языка (в Петрозаводске в 1938 году). В совещании приняли участие 20 русских и карельских сказителей.
В 1939 г. приезжал в Ленинград по приглашению М. К. Азадовского для пения былин студентам, слушавшим курс русской словесности.
Былины перенял от Никифора Прохорова, имевшего прозвище прозвищу «Утка» (сюжеты «Илья и Идолище», «Илья и Сокольник», «Добрыня и Алеша», «Михайло Потык»), а также от своего отца Терентия Андреевича, других сказителей-пудожан Потапа Антонова и Ивана Фепонова, Андрея Сорокина.
Известны его былины «Добрыня и змей», «Наезд литовцев», «Илья и Соловей», «Соловей Будимирович», «Ссора Ильи Муромца с князем Владимиром», «Сухман» и другие.